# Песочница (област Монтана)
 Тази статия е за селото в България.  За селото в Егейска Македония, Гърция вижте Песочница (дем Лерин).  
Песо̀чница е село в Северозападна България. То се намира в община Берковица, област Монтана.

## География
Песочница е село в Северозападна България. То се намира в община Берковица, област Монтана. Намира се в котловината на река Пескацица, заобиколена от хълмове. Лятото е тихо и прохладно, а зимата е мека, с малки изключения. Хълмовте на юг, запад и изток са с гори - дъб, габър, акация, иглолистни гори и други видове широколистни. В района на селото има и две вековни дървета в местностите „Чуката“ и „Борилица“. Разликата между най-ниската и най-високата част на селото е около 100 метра.

## История
За селото има данни, че съществува от времето на падането на България под турско иго. Има документ, от който е видно, че през 1560 година селото е платило данък на султана. През 1880 година селото е достигнало 315 жители, а през 1934 е 605 жители. Максимумът на населението си селото достига през 1946/47 година - около 730 души. В село Песочница е роден първият Председател на Първото българско обикновено народно събрание - Анто Цветанов Георгиев, избран като най-възрастен, доайен (100 години), до избирането на постоянен председател. На следващата година той пак е избран за депутат.
От 1992/3 година е кметско наместничество. Село Песочница в миналото е кръстопът за околните села и Берковица. То граничи със землищата на селата Мездрея, Бокиловци, Замфирово, Рашовица, Драганица и Слатина.
В миналото поминъкът на селото е животновъдство, земеделие, дърводобив, пчеларство и свързани с тях дейности. Развити са били мини за барит, има опити за разкриване на мина за каменни въглища. Между Песочница и Мездрея има и не добре изследвани и находища на желязна руда.
Селото има водопровод със студена балканска вода, която е каптирана в подножието на „Тодорини кукли“ от 1959/60 година. Електрифицирано е около 1960/61 година. Телефон има в почти всяка къща, а от края на 2006 година кметското наместничество има и интернет. От мобилните телефони без проблем имат обхват Mtel, Vivacom, Telenor.

## Религии
Жителите изповядват православието. Има данни, че на мястото на старата църква (построена през 1861-1862 година е имало друга). Новата е построена през 1934-1939, на мястото на старата църква. Името на селото идва от диалектната дума за пясък. От там идва и името на река Пескаица.

## Личности
- Анто Георгиев (роден 1778 г. в Песочница) – Първи председател на Първото обикновено народно събрание – 1879 година (като най-възрастен 100-годишен, до избирането на постоянен Председател). Бил е депутат и във Второто обикновено народно събрание. Умира на 102 години, погребан в село Песочница, община Берковица, през 1880 г.

## Други
Песочница ще бъде първото IT село в България. То се намира между градовете Монтана и Берковица и има цели... 16 жители.
Идеята за IT село е на програмиста Иван Куков. Около нея се обединяват съмишленици, чиито професии им позволяват да работят дистанционно.
Най-вече това са програмисти, които работят за западни компании, но може да са всякакви хора, за които физическото работно място не е строго определено – например, преводачи или редактори.
За тях няма особено значение къде се намират физически – стига да имат достъп до лаптопа си, интернет и стабилно електрозахранване.
Проблемите с обезлюдяването на селата в България са всеизвестни. Идеята е, че покрай работата на подобни хора ще може да се развият и самите села, в които те са решили да се настанят.
Жителите на Песочница са особено доволни от раздвижването в селото им и очакват своите гости с надежда за по-добро бъдеще.
Там тече ремонт на голяма стара плевня, която ще е основният „офис“ – със стабилен интернет и ток. В нея ще се помещава и кухня и място за хранене, а вечер ще е и място за забавление с музикална сцена.
Песочница ще бъде първият пример за IT село, но целта е примерът да се копира многократно и IT селата да се умножат.
Източник: vesti.bg